# San Martín de Porras (Barranca)
San Martín de Porras es una localidad peruana ubicada en el distrito de Pativilca, perteneciente a la provincia de Barranca del departamento de Lima, en la costa central del Perú. 

## Ubicación
San Martín de Porras se ubica al oeste de la provincia de Barranca, en el distrito de Pativilca, en el departamento de Lima.

## Demografía
En 2017 San Martín de Porras tenía una población de 30 habitantes.